# Голосов, Алексей Александрович
Алексей Александрович Голосов (1891, Данилов, Ярославская губерния — 30 ноября 1963, Ярославль) — российский, советский врач-хирург; главный хирург Ярославского областного отдела здравоохранения.

## Биография
Алексей Александрович Голосов родился в 1891 году в городе Данилов (ныне — Ярославской области) в семье врача железнодорожной больницы Ярославля. Окончил с золотой медалью Ярославскую гимназию и одновременно — музыкальную школу по классу скрипки. В 1914 году окончил медицинский факультет Императорского Московского университета.
В 1914 году был призван в армию, служил младшим врачом полка, старшим ординатором подвижных госпиталей на германском фронте; участвовал в Брусиловском прорыве.
В 1918 году добровольно вступил в Красную Армию; служил хирургом в полевом госпитале на польском фронте. Читал лекции по хирургии в Красноармейском университете, созданном при политотделе 16-й армии. «За искреннюю преданность делу, неизменную заботу к больным и раненым и научную добросовестность хирурга» был награждён золотыми часами. Уволился в 1922 году.
Вернувшись в Ярославль, работал врачом в амбулатории, затем — ассистентом на кафедре факультетской хирургии Ярославского университета. Одновременно заведовал (до 1938) организованным им детским костно-туберкулёзным санаторием. С 1924 года — ординатор, с 1931 — заведующий хирургическим отделением Ярославской губернской больницы. С 1933 года — главный врач вновь организованной хирургической больницы. К 1935 году выполнил около 18 000 операций. В 1935 году выполнил первую в Ярославле операцию на сердце (на тот момент в мире подобных операций было осуществлено всего около 60).
В годы Великой Отечественной войны — главный хирург отдела эвакогоспиталей Управления распределительного эвакопункта № 27, одновременно — ведущий хирург госпиталя, располагавшегося в школе № 53, и главный хирург Ярославского областного отдела здравоохранения.
После войны — ведущий хирург госпиталя инвалидов войн. С 1949 года — главный хирург Ярославского областного отдела здравоохранения. Одновременно в 1944—1959 годы — доцент кафедры госпитальной хирургии Ярославского медицинского института, читал курс военно-полевой хирургии.
В 1934—1941 годы возглавлял Ярославское научное общество врачей-хирургов; в 1955 году был одним из руководителей Всесоюзного съезда хирургов.
Избирался депутатом городского и областного советов; депутатом Верховного Совета РСФСР 2-го созыва (1947—1951).
Умер 30 ноября 1963 года в Ярославле, похоронен на Леонтьевском кладбище.

## Награды
- Заслуженный врач РСФСР (1942)
- орден «Знак Почёта»[3] — «за самоотверженную работу в эвакогоспиталях»
- орден Отечественной войны I степени (9.11.1943) — «за образцовое выполнения заданий командования на фронте в борьбе с немецко-фашистскими захватчиками»[2]
- два ордена Ленина[1].

## Память
Имя А. А. Голосова присвоено областному госпиталю ветеранов войн.